# Єкідін
Єкіді́н (каз. Екідің) — село у складі Аркалицької міської адміністрації Костанайської області Казахстану. Адміністративний центр та єдиний населений пункт Єкідінської сільської адміністрації.
Населення — 322 особи (2021; 468 у 2009, 740 у 1999, 1206 у 1989).